# Markthal

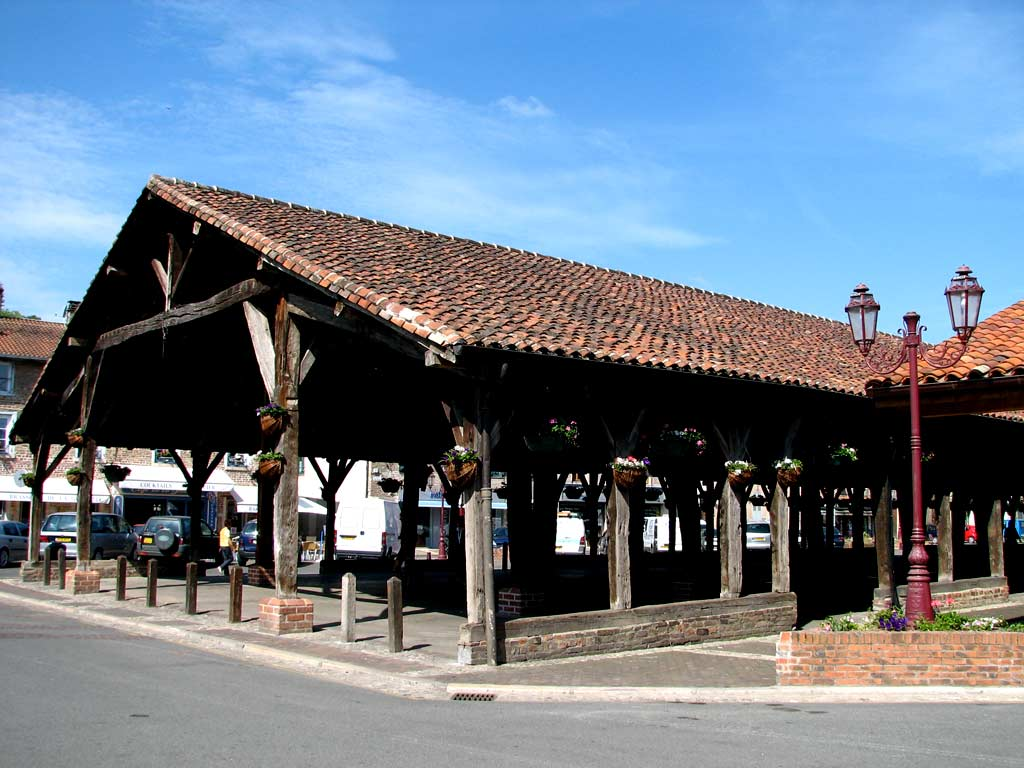
Markthal van Châtillon-sur-Chalaronne, Ain

Een markthal is een overdekte plaats waar markten plaatsvinden.
In de middeleeuwen en de vroegmoderne tijd werden overdekte markten ofwel in het open souterrain van een stadhuis, ofwel in een open vakwerkconstructie (een halle) gehouden.
In Vlaanderen kende men vooral de lakenhal en ook de boterhal. Voorbeelden van open martkhallen vindt men nog in Bretagne.
Sinds het begin van de industrialisatie in de 18e eeuw worden overdekte markten voor consumptiegoederen uit hygiënische overwegingen in grote uit staal, glas en beton gebouwde hallen gehouden. In het Frans noemt men zo'n markthal een marché couvert.

## Bekende (voormalige) markthallen
- Amsterdam: Centrale Markthallen
- Barcelona: Mercat de la Boqueria
- Belfort: Markthal van Belfort
- Boedapest: Grote Markthal
- Brussel: Sint-Gorikshallen
- Cork: English Market
- Helsinki: Oude markthal
- Londen: Covent Garden Market

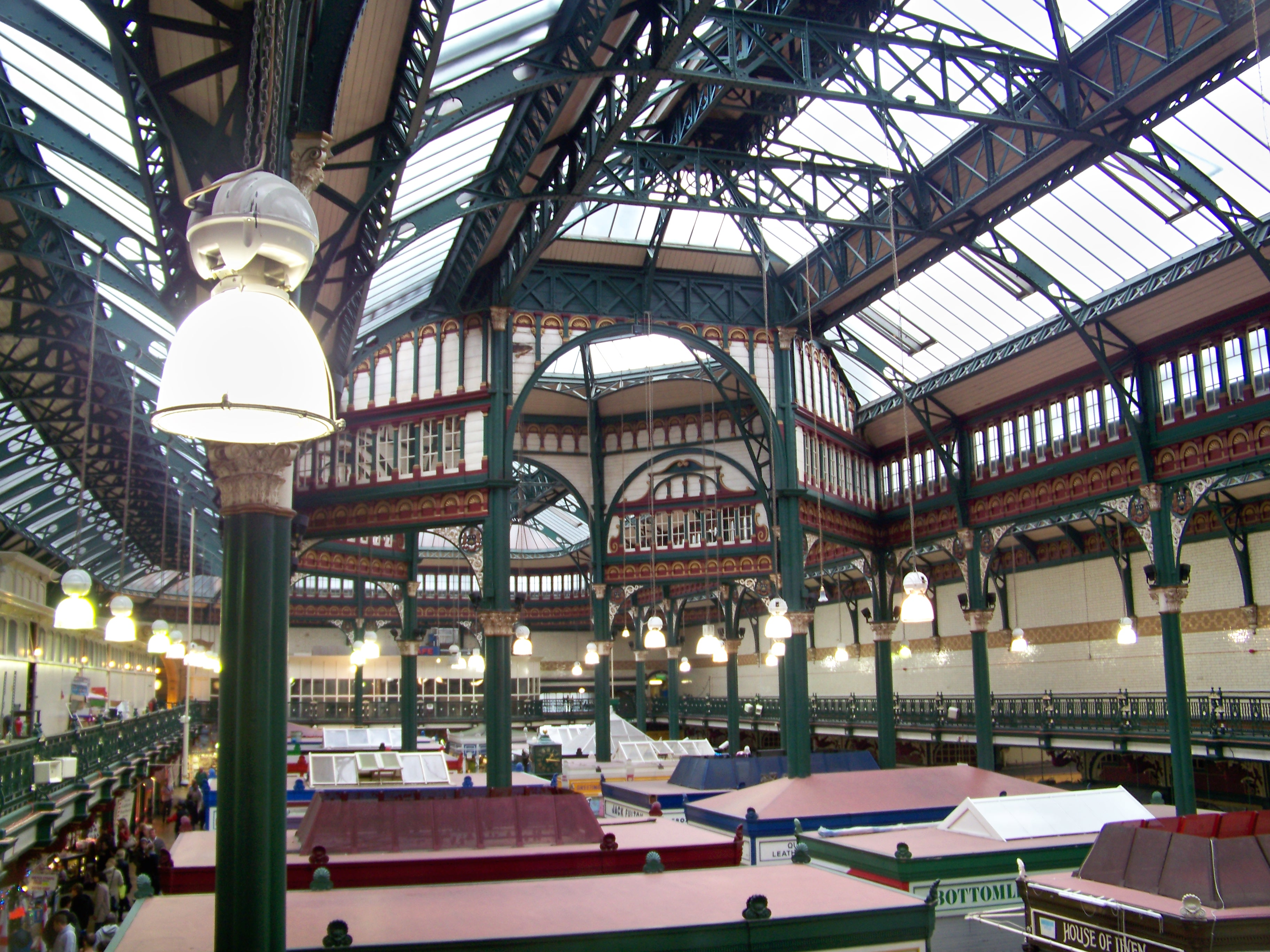
Kirkgate Market, Leeds

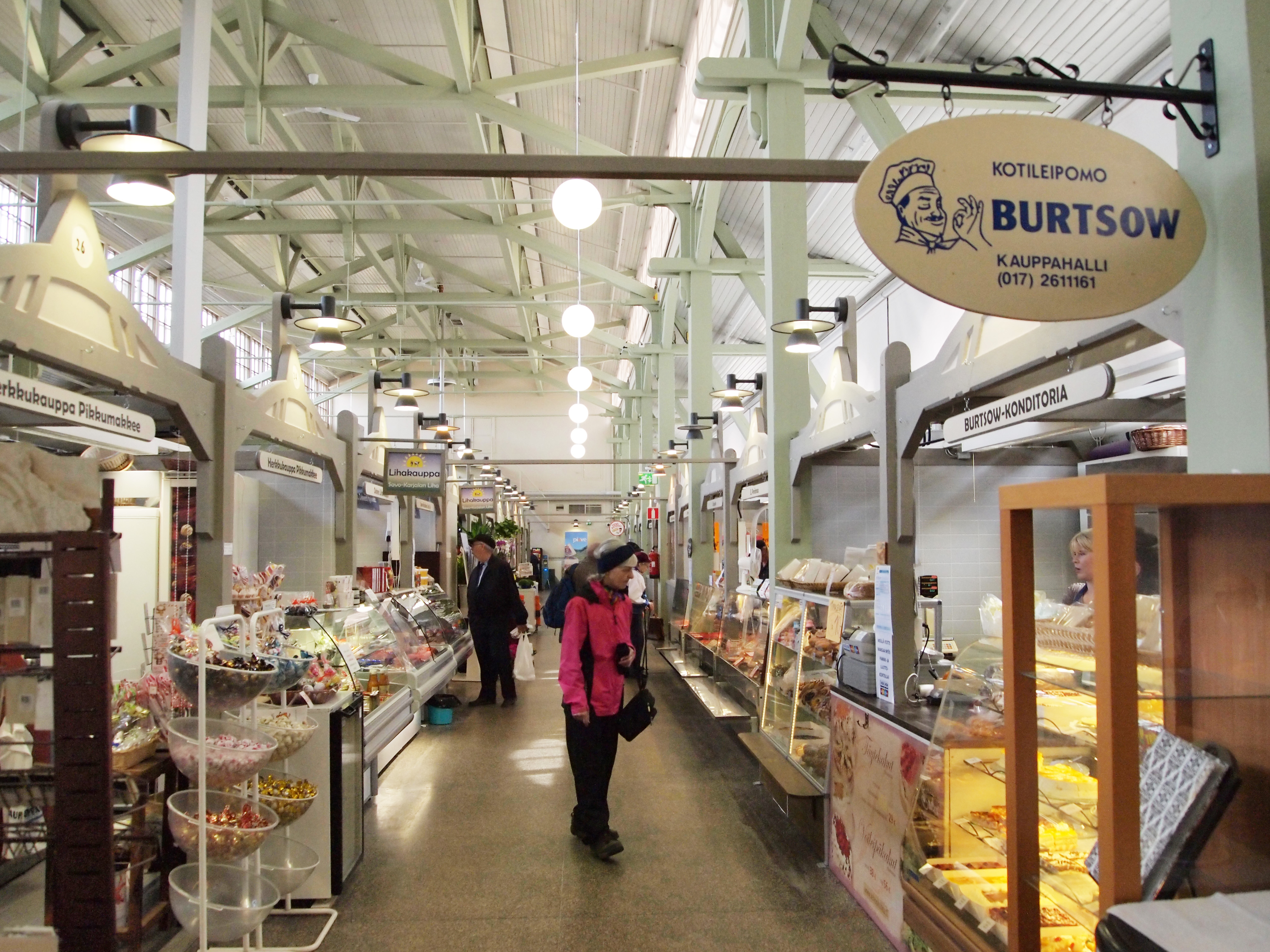
Markthal van Kuopio, Finland

- Parijs: Carreau du Temple en Les Halles
- Phnom Penh: Centrale Markt
- Rotterdam: Markthal
- Stockholm: Östermalms saluhall
- Valencia: Mercado Central